# Schwiegershausen
Schwiegershausen ist ein Dorf im südwestlichen Harzvorland und Ortsteil der ehemaligen Kreisstadt Osterode am Harz im Landkreis Göttingen in Südniedersachsen, Deutschland.

## Geschichte
Eine einstige vorgeschichtliche Besiedlung vor etwa 5200 Jahren bestand in Ortsnähe mit der Bandkeramischen Siedlung Schwiegershausen, die zur ersten bäuerliche Kultur in Mitteleuropa zählte.
Eine der frühesten Nennungen Schwiegershausen fällt in das Jahr 1263. Damals erwarb das St. Jacobi Kloster in Osterode für 7 Mark reinen Silbers die Advocatie über das gesamte Dorf Suidershusen, sowie das Patronatsrecht über die dortige Kirche. Rechte über das Dorf beanspruchten zu jener Zeit ebenso die Herren von Plesse, welche dadurch in einen Streit mit dem Kloster gerieten. Beigelegt wurde dieser Streit 1271, als die von Plesse auf ihre Patronatsansprüche verzichteten.
Der Ortsname Schwiegershausen geht auf den häufigen altsächsischen Männernamen Svidher zurück und bedeutet Wohnstätte des Svidher.
Am 1. Februar 1971 wurde die Gemeinde Schwiegershausen in die Kreisstadt Osterode am Harz eingegliedert.

## Politik

### Ortsrat
Der Ortsrat setzt sich seit der Kommunalwahl am 12. September 2021 wie folgt aus 11 Ratsfrauen und Ratsherren zusammen (Veränderungen zu 2016):
- SPD: 6 Sitze (+1)
- CDU: 5 Sitze (−1)

### Wappen
Seit 1951 hat das Dorf ein eigenes, von Gustav Völker entworfenes Ortswappen. Es zeigt den Taufstein der Dorfkirche, der auf die Zeit um 1250 datiert wird, sowie zwei Ähren als Symbol für die in der Dorfumgebung geerntete Nahrung auf blauem Schild. Das Wappen wurde auch für die von Friedrich Heinrichsen gestalteten Urkunden übernommen, die zu Konfirmationsjubiläen ausgehändigt werden, und es findet sich auf dem aus Sandstein hergestellten Kriegerdenkmal für die im Zweiten Weltkrieg gefallenen Dorfbewohner.

## Michaeliskirche

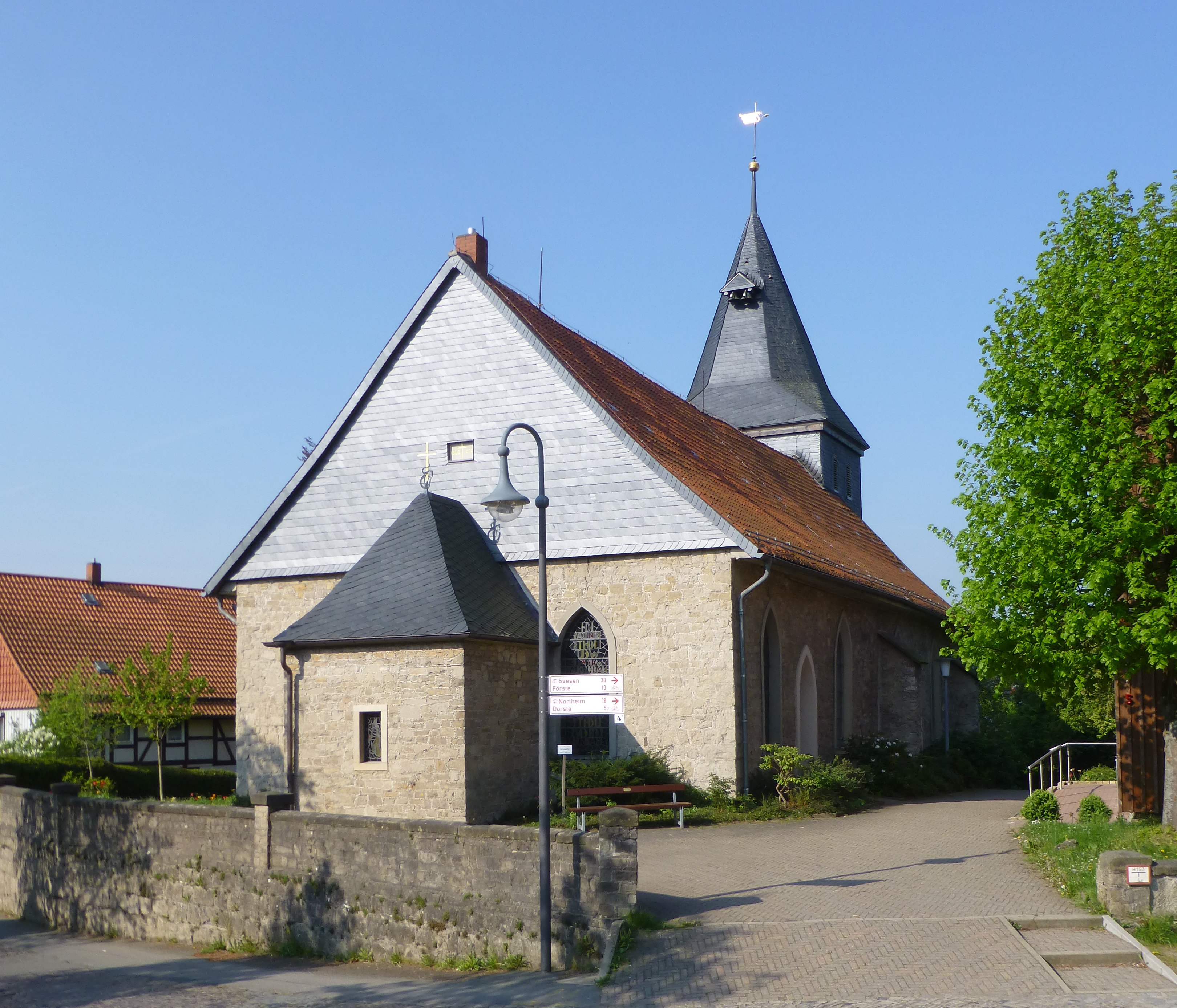
Michaelis-Kirche

Die Michaeliskirche stammt aus dem Jahr 1680 und wurde an der Stelle einer erstmals 1271 beurkundeten Kapelle errichtet. Am Ende des Siebenjährigen Krieges wurde 1763 der obere Teil des Kirchturmes erneuert und 1806 der Altar. 1874 wurde die Ostwand des Kirchenschiffes versetzt, so dass mehr Sitzplätze entstanden. Die Glocken mussten im Krieg abgegeben werden und gingen verloren – eine wurde 1925 neu gegossen, die andere 1949 durch J. F. Weule. 1931 wurde eine Sakristei angebaut. Hubert Deininger verglaste 1960 die Fenster des Chores neu. Die Kirchengemeinde bildet mit Dorste und Wulften am Harz einen Pfarrverband, der zum Kirchenkreis Osterode gehört.

### Engelhardt-Orgel
Im Jahre 1857 errichtete der Herzberger Orgelbauer Johann Andreas Engelhardt eine Orgel mit damals 15 Registern auf 2 Manualen und Pedal. Im Jahr 1917 mussten die originalen Prospektpfeifen zu Rüstungszwecken abgegeben werden. Diese wurden später durch Zinkpfeifen ersetzt. Noch 1951 werden die gute Funktionssicherheit der original erhaltenen Orgel und der gute Klang fast aller Register durch den damaligen Orgelpfleger Johannes Schäfer im Rahmen einer Visitation erwähnt. Gleichwohl sollte eine „klangliche Aufhellung“, wie diese 1947 durch den Oberkirchenrat verordnet worden war, bei nächster Gelegenheit und Finanzierbarkeit umgesetzt werden. 1951 wurde die klangliche Umgestaltung durch die Firma Hammer aus Hannover ausgeführt, bei der auch zwei weitere Register hinzugefügt wurden. Des Weiteren wurde die Orgel auf der Empore um ca. einen Meter nach hinten versetzt, was schwerwiegende Folgen für das Innenleben des Instruments hatte. In diesem Zustand befand sich die Orgel bis ins Jahr 2012.
Bei einer Untersuchung der Orgel im Jahr 2010 wurde Wurmbefall und Schimmelbefall festgestellt, und außerdem wurde das Klangbild als untypisch für den Orgelbaumeister Engelhardt beschrieben. Der Orgelbaumeister Jens Steinhoff aus Schwörstadt erhielt 2012 den Auftrag zur Restaurierung der Orgel. Die Restaurierungs- und Intonationsarbeiten wurden von Februar bis November 2015 durchgeführt. Die jetzige Registerbesetzung und Klanggebung nähert sich wieder sehr derjenigen von 1857 an. Die im Laufe der Zeit hinzugefügten Register wurden als gewachsener Bestand beibehalten und klanglich angepasst, außerdem konnten zwei historische Register, die zum Teil aus Engelhardt-Pfeifen bestehen, in der Orgel untergebracht werden: Die Tertia 1 3⁄5′ stammt aus der früheren Sesquialtera und die Quinte 1 1⁄3′ aus der ehemaligen Engelhardt-Orgel aus der kath. St.-Laurentius-Kirche Gieboldehausen von 1846. Im Zuge der Restaurierung wurde die Orgel noch um eine Posaune 8′ erweitert und auf der Empore wieder einen Meter nach vorne gesetzt. Somit verfügt die Orgel heute über 20 Register.

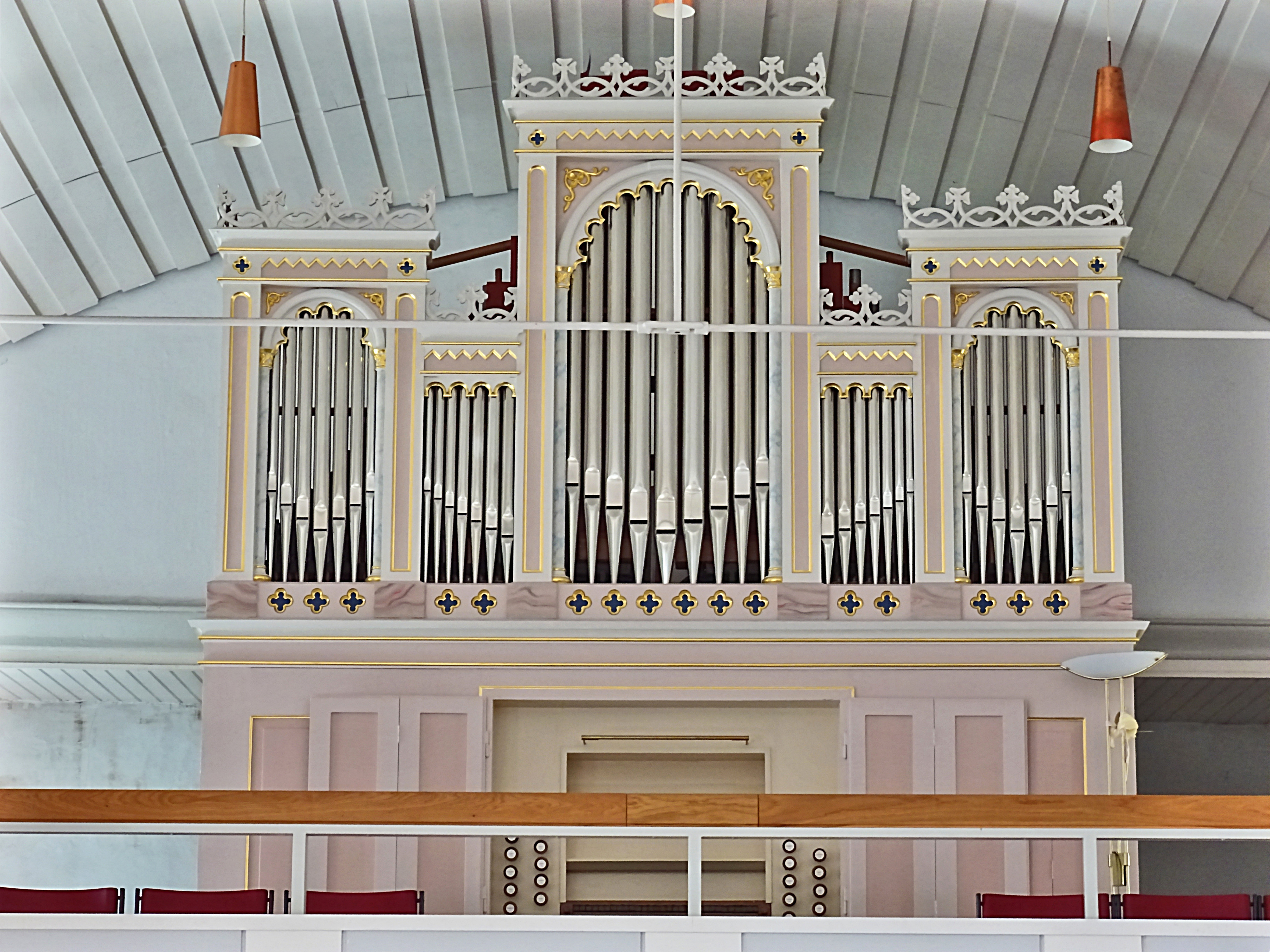
Engelhardt-Orgel

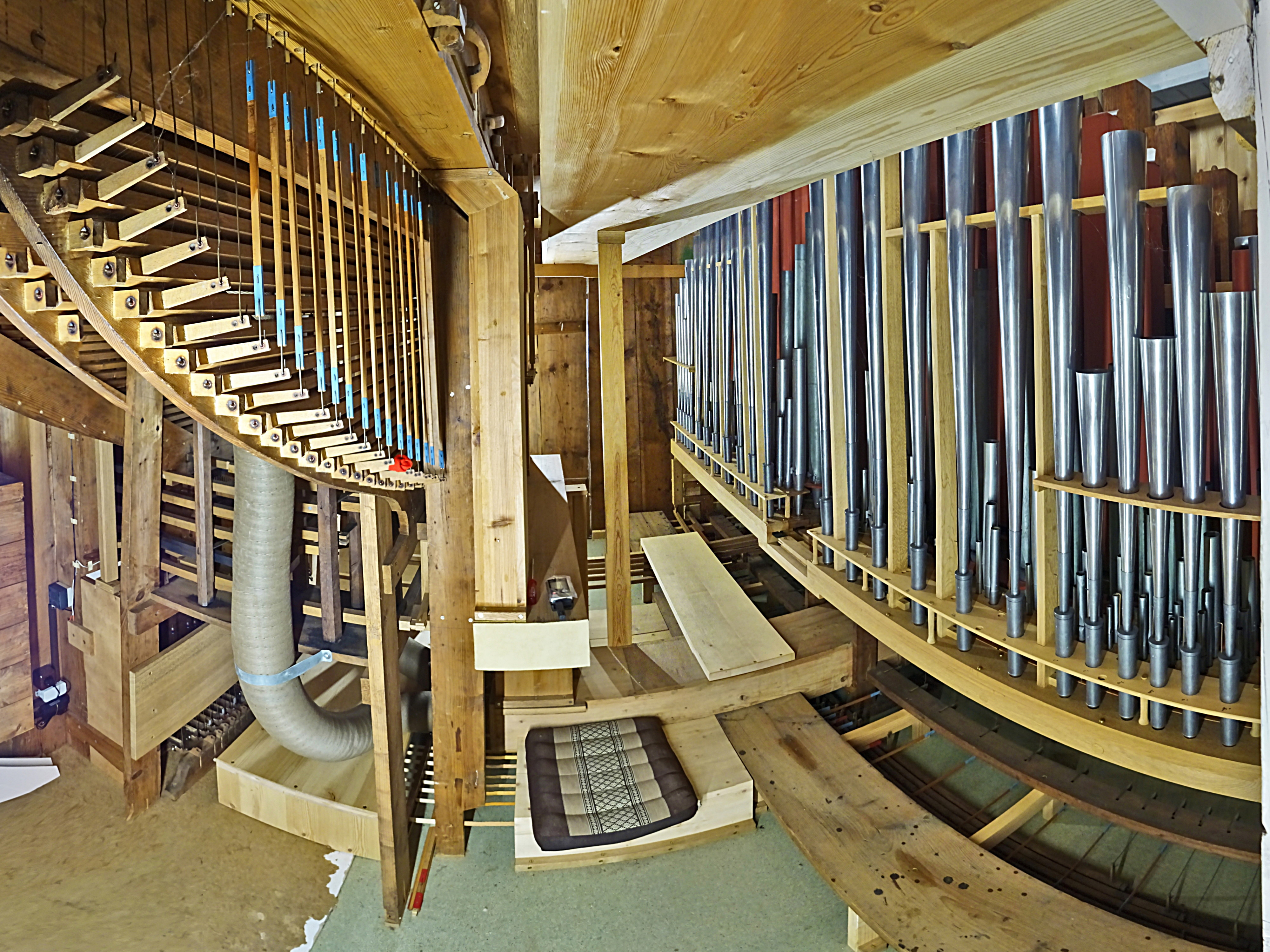
Inneres der Orgel

Die heutige Disposition lautet wie folgt:
| I Hauptwerk C–d3 |        |
| Bordun           | 16′    |
| Principal        | 8′     |
| Violdi Gamba     | 8′     |
| Rohrflöte        | 8′     |
| Octave           | 4′     |
| Gemshorn         | 4′     |
| Quinte           | 3′     |
| Octave           | 2′     |
| Terz             | 1 3⁄5′ |
| Mixtur III–IV    | 1 ⁄3′  |

| II Oberwerk C–d3 |       |
| Lieblich Gedact  | 8′    |
| Fugara           | 4′    |
| Flöte            | 4′    |
| Sifflöte         | 2′    |
| Quinte           | 1 ⁄3′ |

| Pedal C–c1      |     |
| Subbaß          | 16′ |
| Principalbaß    | 8′  |
| Octave          | 4′  |
| Rauschpfeife IV | 2′  |
| Posaune         | 8′  |

- Koppeln: I/P und Schiebekoppel II/I
- Tremulant für das gesamte Werk

## Sehenswürdigkeiten
- Museum Hus in Dieke

## Kultur
- Dorfbühne
- Feuerwehrmusikzug
- Förderverein Dorfgeschichte und Brauchtum Schwiegershausen e. V. „Hus in Dieke“
- Handballverein
- Interessengemeinschaft Streuobst Schwiegershausen e. V. „IG Streuobst“
- Landfrauenverein
- Motorradfreunde
- Naturschutzbund Deutschland Ortsgruppe
- Trachtengruppe

## Persönlichkeiten
- Gustav Schilling (1805–1880), Musikschriftsteller und Lexikograph
- Marco Bode (* 1969), Fußballspieler, wuchs in Schwiegershausen auf